# Hemolytiskt uremiskt syndrom
Hemolytiskt uremiskt syndrom (HUS) är en sjukdom som kännetecknas av de tre komponenterna: 
1. Akut njursvikt (uremi)
2. Mikroangiopatisk hemolytisk anemi
3. Trombocytopeni (lågt antal trombocyter, blödningsbenägenhet)

Hemolytiskt uremiskt syndrom beror vanligen på en infektion av enterohemorragiska E. coli (EHEC, vanligtvis serotypen O157:H7). EHEC utsöndrar ett verotoxin som är toxiskt för njurtubuliceller och som orsakar njursvikten. Verotoxinet orsakar även disseminerad intravasal koagulation (DIC) vilket leder till bildning av fibrin, där trombocyterna fastnar, vilket i sin tur leder till trombocytbrist.
HUS kan även orsakas av till exempel HIV, malign hypertoni eller förekomma som en biverkan av kemoterapi.